# Эрве Базен
Эрве́ Базе́н (фр. Hervé Bazin, настоящее имя Жан-Пьер Мари Эрве-Базен (фр. Jean-Pierre Hervé-Bazin); 17 апреля 1911 — 17 февраля 1996) — французский писатель, участник движения Сопротивления, президент Гонкуровской академии (с 1973 года). Лауреат Международной Ленинской премии «За укрепление мира между народами» (1980).

## Биография
Эрве Базен (Жан-Пьер Эрве-Базен) родился 17 апреля 1911 года в Анже в набожной буржуазной семье. Его детство прошло в департаменте Мен и Луара. Из-за частых конфликтов с властной матерью (которую он изобразил позднее в романе «Гадюка в кулаке») в отрочестве он несколько раз сбегал из дома, пока в 20 лет не покинул семью окончательно. Однако, несмотря на мучительные воспоминания, которые стены родительской усадьбы вызывали в его памяти, он всю свою жизнь оставался очень привязан к родным местам — именно там происходит действие большинства его романов.
После пансионата Эрве Базен поступил на факультет литературы в Сорбонне. В поисках заработка он брался за любую работу, меняя множество профессий. Он начал самостоятельную жизнь, продавая платки и носки на известной улице Лепик в Париже, ведущей в царство художников — на Монмартр. Торговля не пошла, но он не унывал, осваивая профессию за профессией. Был каменщиком, штукатуром, плотником, электромонтёром. Литературную деятельность начал со стихов, поначалу безуспешных. Хотя в 1946 году он создаёт поэтический журнал «Раковина» (La Coquille), выпущенный всего в 8 томах; а в 1948-м получает премию Аполлинера за «День» (Jour) — его первый сборник поэм, написанный в продолжение À la poursuite d’Iris. По совету Поля Валери Базен бросает поэзию, чтобы посвятить себя прозе.
Конфликтные отношения с матерью вдохновили писателя на роман «Гадюка в кулаке» (Vipère au poing, 1948), в котором повествование идёт о полных ненависти отношениях между членами семьи Резо: бездушной и жестокой матерью, которая постоянно находит новые способы притеснения и придирок, и её детей, в первую очередь рассказчика Жана Резо. Эти «Атриды во фланелевом жилете», по выражению самого Эрве Базена, были по достоинству оценены критиком Морисом Надо. Роман имел огромный успех в послевоенное время, как и многие другие, в которых натуралистично описывались нравы эпохи и создавались достоверные психологические портреты. Персонажи «Гадюки в кулаке» стали героями и других романов: «Смерть лошадки» (La mort du petit cheval, 1950) и «Крик совы» (Cri de la chouette, 1971).
В 1950-м Эрве Базен опубликовал L’Amour est à réinventer в журнале Люси Фор La Nef, в том же номере были напечатаны произведения Марсель Оклер, Жака Одиберти, Эмиля Даноэна, Мориса Дрюона и Андре Моруа.
Эрве Базен считается «семейным романистом»: семья — центральная тема всех его романов. Эдварда Кузьмина отмечала, что «анализ психологии брака <…> чрезвычайно обстоятельно и тщательно разработан писателем». При этом, как указывает критик в связи с романом «Супружеская жизнь» (Le Matrimoine, 1966), «каждая половина рода человеческого может прочитать его со своих позиций. Женщины прочтут его с горячим сочувствием, узнавая, словно в зеркале, свои каждодневные большие и маленькие драмы. Мужчина же может прочитать роман с полным самодовольством, солидарный с героем, вместе с ним обвинив женщину во всех неурядицах быта. И не вдруг заметит, что, похоже, писатель поймал его в западню». В общении Базен безбоязненно раскрывался, побуждая и собеседника быть столь же непосредственным и откровенным, чтобы не терять даром время человеческого общения. Он торопился жить. Для него этот повышенный темп жизни, даже его разводы и браки (а их было четыре!), количество детей, едва ли не превышающее число романов, были нормальным отражением дарованного ему леонардовского творческого и жизненного заряда.
В то же время Базен пишет новеллы и эссе, как, например, «Всё, во что я верю» (Ce que je crois, 1977).
В 1960 году Эрве Базен становится членом Гонкуровской академии, а в 1973-м — её президентом (Хорхе Семпрун, который должен был сменить Франсуа Нурисье, передал ему свою очередь).
Эрве Базен был активистом движения за мир, связанного с коммунистической партией, идеи которой были ему близки. Он участвовал в Сопротивлении, не приняв капитуляции правящих кругов перед Гитлером. Атомная война уничтожила бы всё живое. Он боролся и будет бороться против страшной идеи ядерного столкновения. Он поддерживал из Франции супругов Розенбергов, пока шёл судебный процесс по их делу.
В 1980 году Эрве Базен получает Международную Ленинскую премию, что позволило Роже Пейрефитту иронично заметить: «Эрве Базен получил две премии, которые составили пару: Ленинскую премию за мир и Премию за чёрный юмор».
Наибольшее количество произведений Базена на русском языке было выпущено в СССР издательством «Прогресс»
Эрве Базен скончался 17 февраля 1996 года на родине, в Анже.

## Новые знаки препинания
В эссе 1966 года Plumons l’Oiseau предложил шесть новых знаков препинания (включая использовавшийся до него иронический знак):
- ирония
- сомнение
- уверенность
- согласие
- авторитетность
- любовь

## Основные произведения
- «Змея в кулаке» / Vipère au poing (1948)
- «Головой об стену» / Tête contre les murs (1949)
- «Смерть лошадки» / La Mort du petit cheval (1950)
- «Встань и иди» / Lève-toi et marche (1951)
- Contre vents et marées (1953)
- «Я люблю несмотря ни на что…» / Qui j’ose aimer (1955)
- «Ради сына» / Au nom du fils (1960)
- «Масло в огонь» / L’Huile sur le feu (1965)
- «Супружеская жизнь» / Le Matrimoine (1966)
- «Счастливцы с острова отчаяния» / Les Bienheureux de la désolation (1970)
- «Крик совы» / Cri de la chouette (1971)
- «Анатомия одного развода» / Madame Ex (1974)
- «И огонь пожирает огонь» / Un feu dévore un autre feu (1978)
- «Зеленый храм» / L'Église verte (1981)
- Le Démon de minuit (1988)
- L'École des pères (1991)